# Sovašice
Sovašice (lat. Aegothelidae), porodica noćnih ptica koja se prema nekim autorima grana u dva roda, Aegotheles i Euaegotheles, dok drugi autori sve vrste ostavljaju u jednom rodu. Za sad ju se još vodi kao dio reda širokljunki, no od 2003. kad su objavljeni rezultati analize mitohondrijske DNK ovih ptica, sve češće ih se izdvaja u zaseban red, "Aegotheliformes".  
Rasprostranjenost im je ograničena na Novu Gvineju i Australiju kao i susjedne manje otoke, kao što su Moluci i Nova Kaledonija. 
Izgledaju slično sovama, ali su manje. U odnosu na tijelo, noge su im kratke i sitne. Kratak, široki kljun je kod korijena oivičen četkastim perjem. Za dana miruju u dupljama stabala ili na granama, dok u sumrak i noću na tlu traže kukce, pauke i druge beskralješnjake, ili svoj plijen love u letu. 

## Taksonomija
Porodica Aegothelidae
- Rod Quipollornis Rich & McEvey 1977 (Early/Middle Miocene of New South Wales)
  - †Quipollornis koniberi Rich & McEvey 1977
- Rod Aegotheles
  - †Aegotheles novaezealandiae (Scarlett 1968) (prapovijesna; formerly Megaegotheles)
  - Mrka sovašica, Aegotheles savesi Layard & Layard 1881
  - Velika sovašica, Aegotheles insignis Salvadori 1876
  - Smeđa sovašica, Aegotheles tatei Rand 1941
  - Molučka sovašica, Aegotheles crinifrons (Bonaparte 1850)
  - Australska sovašica, Aegotheles cristatus (Shaw 1790)
    - A. c. cristatus (Shaw 1790)
    - A. c. tasmanicus Mathews 1918

  - Papuanska sovašica, Aegotheles affinis Salvadori 1876
  - Prugasta sovašica, Aegotheles bennettii Salvadori & Albertis 1875
    - A. b. bennettii Salvadori & Albertis 1875
    - A. b. plumifer Ramsay 1883
    - A. b. terborghi Diamond 1967
    - A. b. wiedenfeldi Laubmann 1914

  - Tamnoleđa sovašica, Aegotheles wallacii Gray 1859
    - A. w. gigas Rothschild 1931
    - A. w. manni Diamond 1969
    - A. w. wallacii Gray 1859

  - Planinska sovašica, Aegotheles albertisi Sclater 1874
    - A. a. albertisi Sclater 1874
    - A. a. wondiwoi Mayr & Rand 1936
    - A. a. salvadorii (Hartert 1892)

## Vanjske poveznice
|  | Zajednički poslužitelj ima još gradiva o temi Aegotheles |
|  | Wikivrste imaju podatke o taksonu Aegotheles             |